# (27411) Laurenhall
(27411) Laurenhall est un astéroïde de la ceinture principale d'astéroïdes.

## Description
(27411) Laurenhall est un astéroïde de la ceinture principale d'astéroïdes. Il fut découvert le 13 mars 2000 à Socorro (Nouveau-Mexique) par le projet LINEAR. Il présente une orbite caractérisée par un demi-grand axe de 2,39 UA, une excentricité de 0,09 et une inclinaison de 6,3° par rapport à l'écliptique.

## Compléments